# Conditum paradoxum

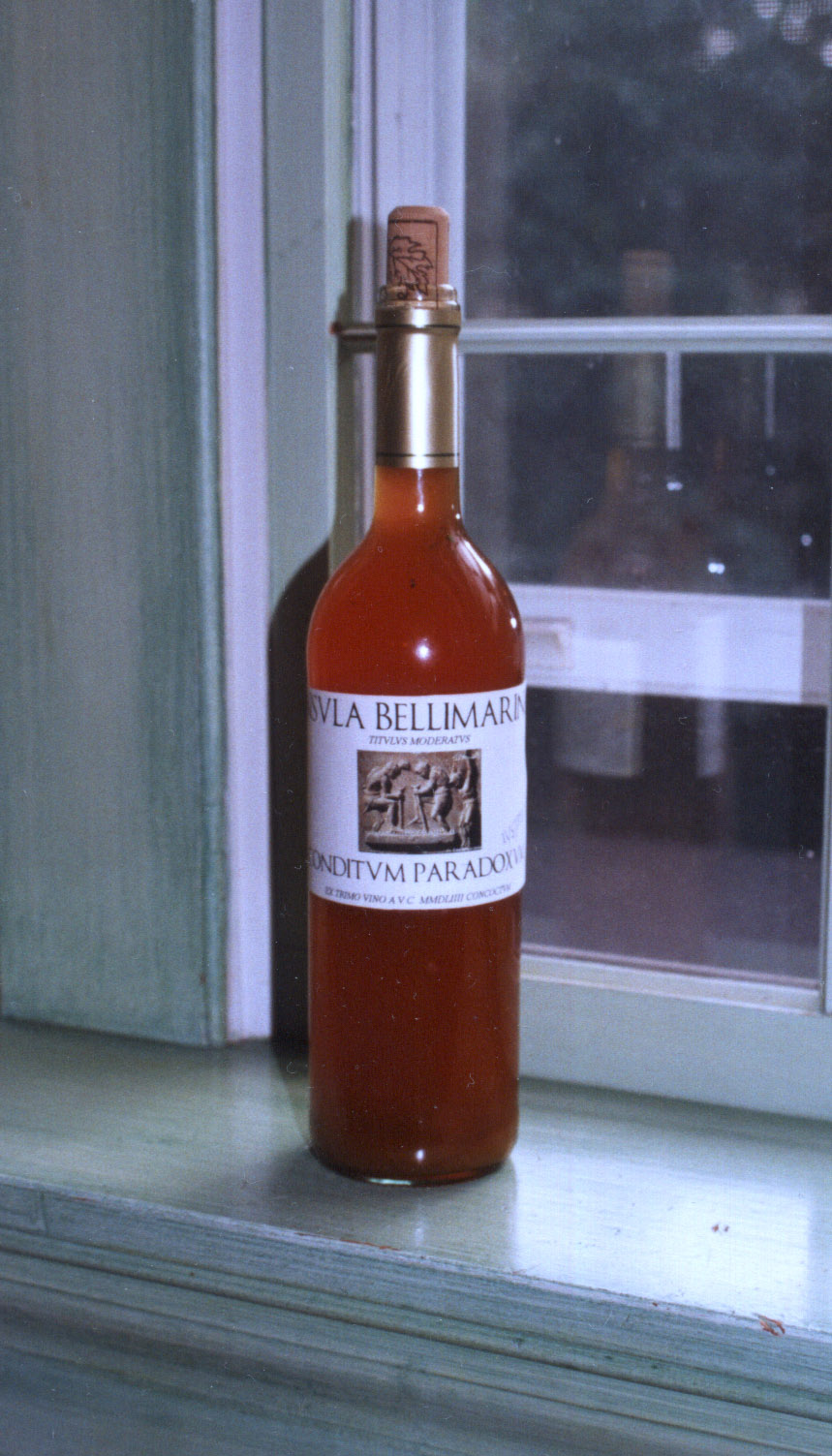
Actuel conditum paradoxum.

Le conditum paradoxum est un vin épicé élaboré à l'époque de l'Empire romain.

## Méthode d'élaboration
Sa composition en est donnée dans le Livre I.1. De Re coquinaria d'Apicius. Du miel était mis à bouillir dans du vin, puis y étaient rajoutées des épices : poivre, mastic, nard, laurier, safran, ainsi que des noyaux de dattes torréfiés et des dattes trempées préalablement dans du vin. Le tout était ensuite dilué dans du vin de qualité afin que le mélange soit doux. Puis pour le conserver on y jetait ensuite des charbons ardents.